# بيرسي كوك بيشوب
بيرسي كوك بيشوب، (1869 – 1961) صحفي وجامع طوابع بريطاني، اقترح ما أصبح يُعرف باسم "رابطة هواة جمع الطوابع المتميزين". عُيّن عضوًا فيها عام 1921.

## من انجازاته
في 30 أكتوبر/تشرين الأول 1919، اقترح بيرسي بيشوب، عضو نادي لندن للطوابع، إنشاء "وسام الاستحقاق لهواة جمع الطوابع" لتكريم كُتّاب الطوابع. وسيُمنح هذا الوسام أهمية أكبر من جوائز الطوابع المعروفة، وسيكون لهُ أهمية دولية. في أواخر عام 1919، عرض ف. هـ. فالنسي، رئيس النادي، الفكرة على قراء مجلتهِ "جامعي الطوابع". في مارس/آذار 1920، نشرت لجنة التحكيم المكونة من خمسة أشخاص قائمة بخمسة وعشرين اسمًا اختارتهم اللجنة من بين واحد وتسعين اسمًا أرسلها القراء والجمعيات البريطانية.
اقترح بيرسي بيشوب إنشاء رابطة خاصة لهواة جمع طوابع البريد المتميزين، (RDP) وهم مجموعة من الهواة الحاصلين على جائزةٌ عالميةٌ لنشاطهم في جمع الطوابع، ولقد أنشأها مؤتمرُ هواة جمع الطوابع في بريطانيا العظمى عام 1921 لتكريمِ من ساهموا في تطويرِ هواية جمع الطوابع من خلال البحثِ أو الخبرةِ أو الخدمة. تتكونُ القائمةُ من خمسِ قطعٍ من الورقِّ يُضيفُ إليها الموقعونُ أسماءَهم. ويُضافُ إليها مُكرَّمون جددٌ سنويًا. ومع ذلك، وللحصول على اعتراف رسمي، سمح نادي لندن للطوابع للأعضاء المنتسبين لمؤتمر هواة جمع الطوابع البريطاني لعام 1920 في نيوكاسل أبون تاين بتحديد مستقبل فكرة بيرسي بيشوب. وشكلت لجنة فرعية لإيجاد اسم جديد ووضع قواعد لتسليم الجائزة.
في مؤتمر هاروغيت عام 1921، أُنشئت الرابطة لهواة جمع الطوابع المتميزين دون أي نقاش. وقد حصلت اللجنة الفرعية بالفعل على توقيع الملك جورج الخامس وهواة جمع الطوابع على الورق المطبوع، ودُعي أربعة وعشرون من الذين اختارتهم لجنة التحكيم الأولى وخمسة عشر من هواة جمع طوابع آخرين للتوقيع على القائمة في اليوم الأخير من المؤتمر.
ابتداءً من عام 1922، أصبح اختيار الموقعين سنويًا باستثناء الفترة بين مؤتمري 1940 و1946 بسبب نشوب الحرب العالمية الثانية.